# Wendenturm (Braunschweig)
| \| \|                                                                      |
| Der Wendenturm. Der Verlauf der Braunschweiger Landwehr ist blau markiert. |
| Wendenturm · Karte Braunschweigs mit dem Verlauf der Landwehr.             |

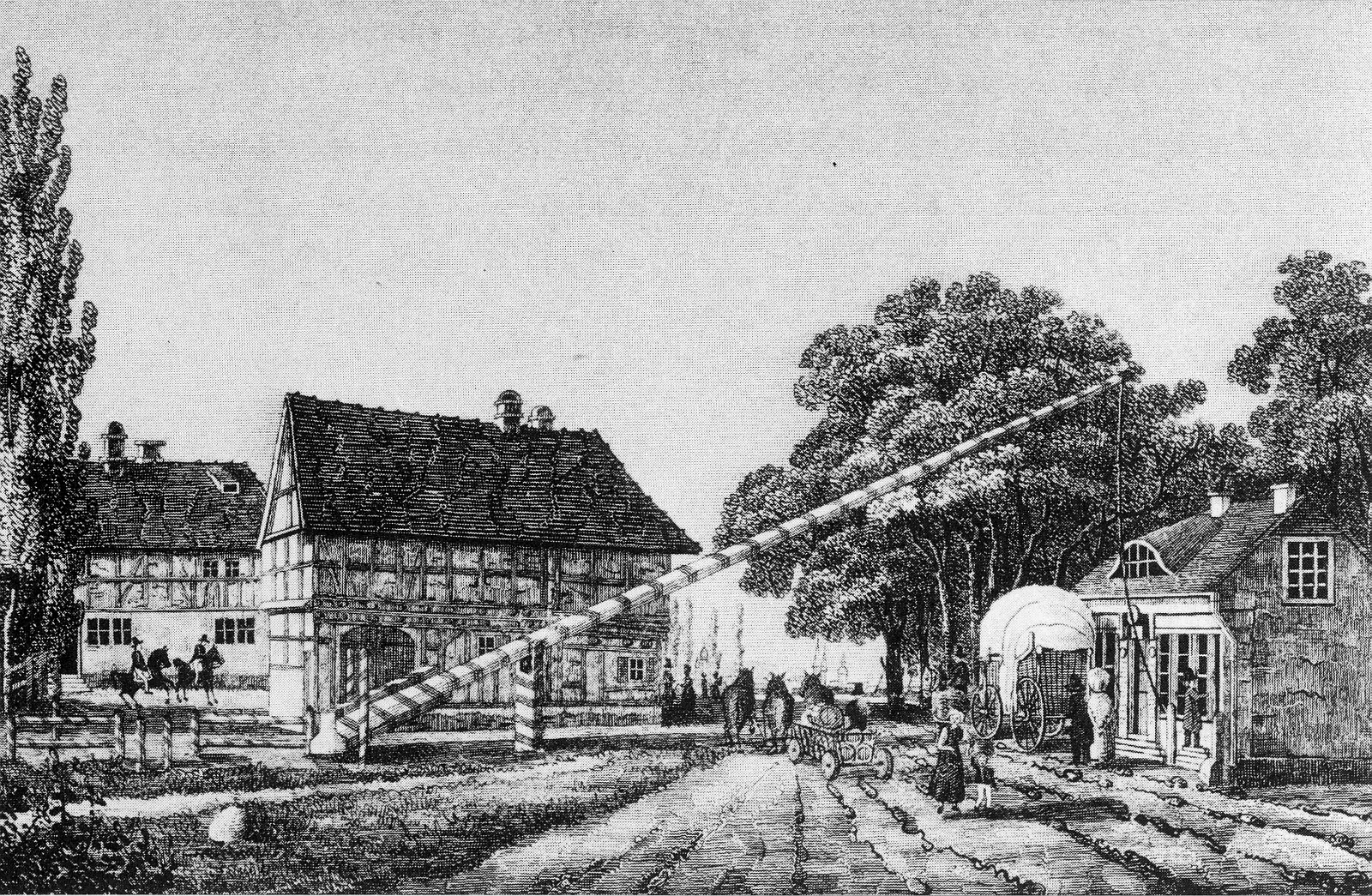
Der Wendenturm um 1839 in einer Darstellung von Wilhelm Pätz

Der Wendenturm ist einer der sieben ehemaligen Wehrtürme der Braunschweiger Landwehr, die im Jahre 1376 als äußere Befestigungsanlage der Stadt Braunschweig errichtet wurde.

## Geografie
Der Wendenturm liegt an der Kreisstraße 2 (Gifhorner Straße) im Ortsteil Rühme, südlich des Autobahnkreuzes Braunschweig Nord, das die A 391 (Westtangente) mit der A 2 verbindet. Nordwestlich vom Wendenturm liegen der Mittellandkanal und der Braunschweiger Hafen. Im weiteren Umfeld befinden sich der Ölpersee, die Schunteraue und der Querumer Forst.

## Geschichte
Im Jahr 1390 wird die Ortschaft Rühme in einer Urkunde im Zusammenhang mit dem Bau der Landwehr erwähnt. Nachdem die Stadt Braunschweig beschloss, ihr gesamtes städtisches Gebiet durch Landwehren zu befestigen, wurden auch in Rühme hohe Erdwälle mit einem tiefen, äußeren Wassergraben aufgeschüttet. Der Wendenturm wurde vermutlich in den Jahren 1384 bis 1390 errichtet, um die Verbindungsstraße der Stadt nach Norden kontrollieren zu können. Durch eine Zollschranke konnte die Straße gesperrt werden. Genutzt wurde der Turm als Quartier und als Signalturm. Er musste im 18. Jahrhundert wegen Baufälligkeit niedergelegt werden. Die genaue Position des Turmes ist nicht mehr zu lokalisieren, da keine oberirdischen Reste des Bauwerkes erhalten blieben.
1777 wurde ein Schankhaus mit dem Namen Wendenturm errichtet, das seitdem als Gasthaus genutzt wird. Gegenüber diesem lagen auf der anderen Straßenseite eine Schmiede, eine Stellmacherei und das Zollgebäude, von dem aus der Einfuhrzoll für die Waren der Bauern und Kaufleute erhoben wurde, die in die Stadt wollten. Da sich Rühme innerhalb der Landwehr befand, unterlag der Ort der braunschweigischen Steuer- und Zollverwaltung.
Reste der ehemaligen Landwehr befinden sich im Garten der Gaststätte Wendenturm und auf dem Schulhof der Grundschule Rühme. Der ehemalige Wehrturm wurde zudem 1980 in das Wappen des Stadtteils Rühme aufgenommen.
Um die Erinnerung an die Landwehr in der Bevölkerung zu bewahren, hat der Kultur- und Förderverein Rühme im Jahr 2017 ein Denkmal aus Kalksandstein im Park des Wendenturms im Braunschweiger Ortsteil Rühme errichtet. Am 30. Juni 2024 wurde der Gastronomiebetrieb endgültig eingestellt.